# 에어 유나이티드 FC

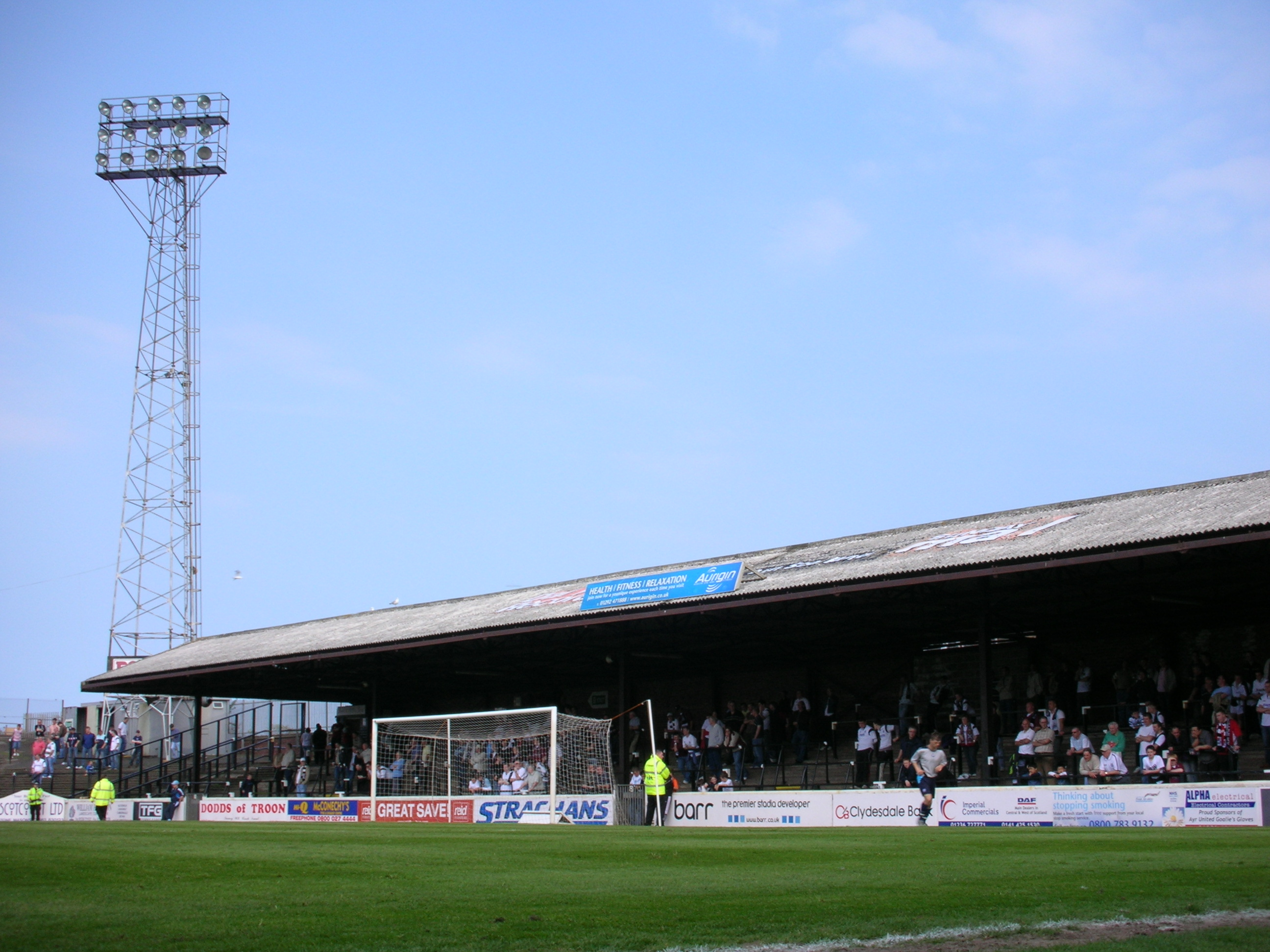

에어 유나이티드 FC(Ayr United F.C.)는 1910년에 창단된 스코틀랜드 에어의 축구 클럽으로, 현재 스코티시 챔피언십에서 활동하고 있다.

## 성적
- 스코틀랜드 풋볼 리그 2부 우승 6회 (1912, 1913, 1928, 1937, 1959, 1966), 준우승 4회 (1911, 1956, 1969, 2001)
- 스코틀랜드 풋볼 리그 3부 우승 2회 (1988, 1997), 준우승 1회 (2009)
- 스코틀랜드 리그 컵 준우승 1회 (2002)
- 스코틀랜드 챌린지 컵 준우승 2회 (1991, 1992)

## 선수 명단

### 현역
- 로건 차머스(2022 ~ 2023, 2023 ~ )
- 프랭키 무손다(2022 ~ )